# Anne-Laure Van Neer
Anne-Laure Van Neer (Antwerpen, 14 juni 1975) is een Belgisch schrijfster. 

## Biografie
Anne-Laure Van Neer werkte in de toeristische sector als animatrice, reisorganisator en reisagente. In 2015 debuteerde Van Neer met Justine, een fictieve misdaadroman over een oude dame die weigert om naar het rusthuis te gaan. Het boek verscheen bij Kramat en combineert misdaad met humor. Tijdens de Antwerpse boekenbeurs van 2015 werd Justine genomineerd voor de Hercule Poirotprijs, de jaarlijkse literatuurprijs voor de beste Vlaamse misdaadroman.
In 2017 verscheen haar tweede boek, Maurice, een misdaadverhaal over een seriemoordenaar die aan zijn moeder heeft beloofd om ermee op te houden. Maurice werd genomineerd voor de Hercule Poirotprijs van 2017. Haar derde boek 'Louise' verscheen in 2019 en werd eveneens genomineerd voor de Hercule Poirotprijs 2019. 
In 2022 werd Joséphine uitgegeven. Deze misdaadkomedie won de Hercule Poirotprijs 2022. 
Van Neer woont samen met haar echtgenoot en twee kinderen in Mortsel.